# Bazylea
Bazylea (niem. Basel, fr. Bâle, wł. /retorom. Basilea, łac. Basilia) – miasto i gmina w Szwajcarii u styku granic trzech państw: Szwajcarii, Niemiec i Francji, nad rzeką Ren, u ujścia rzek Birs i Wiese. Miasto Bazylea tworzy razem z gminami Riehen i Bettingen kanton Bazylea-Miasto, którego jest siedzibą administracyjną. Miasto dzieli się na Małą Bazyleę (Kleinbasel) na prawym, oraz Wielką Bazyleę (Grossbasel) ze Wzgórzem Katedralnym (Münsterhügel) na lewym brzegu Renu. Do miasta wcielono dawną osadę rybacką Kleinhüningen.
Właściwym centrum miasta jest starówka (Altstadt) w Wielkiej Bazylei wokół Rynku (Marktplatz) i ratusza z XIV w., która ze swoimi wąskimi uliczkami i zaułkami jest miejscem częstych przechadzek. Stare miasto w Wielkiej i Małej Bazylei oraz Most Środkowy (Mittlere Brücke), który łączy obie części starego miasta, są wolne od ruchu samochodowego. Zwiedzający dojeżdżają do centrum najczęściej tramwajem.
Bazylea jest po Zurychu i Genewie trzecim co do wielkości miastem Szwajcarii oraz centrum szwajcarskiego przemysłu chemicznego i farmaceutycznego. Tworzy węzeł kolejowy wraz z jednym z największych dworców przeładunkowych Europy w sąsiednim Muttenz. Port towarowy regionu bazylejskiego, jedyny w Szwajcarii, stanowi połączenie przez Ren z Morzem Północnym. Port lotniczy EuroAirport Bazylea-Miluza-Fryburg jest obsługiwany wspólnie z sąsiednią Francją. Leży on na terytorium francuskim, jednak dojazd do niego jest możliwy ze Szwajcarii drogą eksterytorialną (np. autobusem 50 z dworca SBB). Wewnątrz strefy lotniska przebiega granica celna.
Bazylea jest w obiegowej opinii postrzegana jako część Romandii (zachodniej, francuskojęzycznej części Szwajcarii), czego przyczyną są podobne wyniki referendów (niemieckojęzyczna część kraju prezentuje poglądy raczej konserwatywne, a zachodnia część i Bazylea – raczej liberalne) i w motcie miasta „Bazylea funkcjonuje inaczej” (Basel tickt anders). Przysłowiowy jest więc tradycyjny antagonizm między mieszkańcami Bazylei i Zurychu.

## Położenie

### Dzielnice mieszkalne Bazylei
Miasto Bazylea nie dzieli się formalnie na okręgi czy gminy, ale na dzielnice (Quartier). W sumie istnieje 15 takich dzielnic, podzielonych na leżące na lewym i prawym brzegu Renu.
- Lewobrzeżne dzielnice: Stare Miasto Wielka Bazylea (Altstadt Grossbasel), Vorstädte, Am Ring, Breite, St. Alban, Gundeldingen, Bruderholz, Bachletten, Gotthelf, Iselin, St. Johann.
- Prawobrzeżne: Stare Miasto Mała Bazylea (Altstadt Kleinbasel), Clara, Wettstein, Hirzbrunnen, Rosental, Matthäus, Klybeck i od 1893 r. Kleinhüningen.

Gminy Riehen i Bettingen tworzące wraz z Bazyleą kanton Bazylea-Miasto leżą poza terenem miasta.

### Klimat
Dzięki śródziemnomorskiemu powietrzu napływającemu przez Bramę Burgundzką (Burgundische Pforte), w Bazylei panuje nadzwyczaj łagodny i słoneczny klimat. Przeciętna temperatura roczna wynosi 9,4 °C, a opady roczne 785 l/m² (78,5 cm). Zimą Bazyleę pokrywa najczęściej tylko cienka warstwa śniegu, który zalega przeciętnie 30 dni w roku. Wiatry są względnie słabe i wieją przy dobrej pogodzie ze wschodu, przy słabej – z zachodu.

### Herb

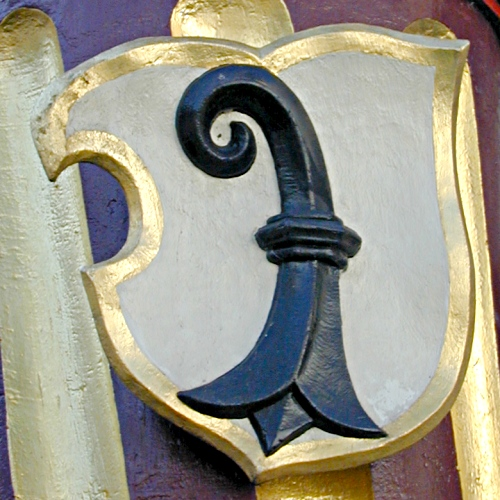
Herb Bazylei z Baselstab (pastorałem)

Herbem zarówno miasta Bazylei, jak i kantonu Bazylea-Miasto jest na lewo skierowany pastorał (laska biskupia) na białym polu zwany Baselstab. Pastorał jest przecięty trzema belkami poprzecznymi, rozszerza się na dole i kończy się trzema „zębami”. Symbolizuje to zakrzywiony pastorał biskupi. Herb podtrzymywany jest przez lwy, dzikusów, anioły i od XV w. także bazyliszki (smoki z głową koguta i ogonem węża).

## Historia

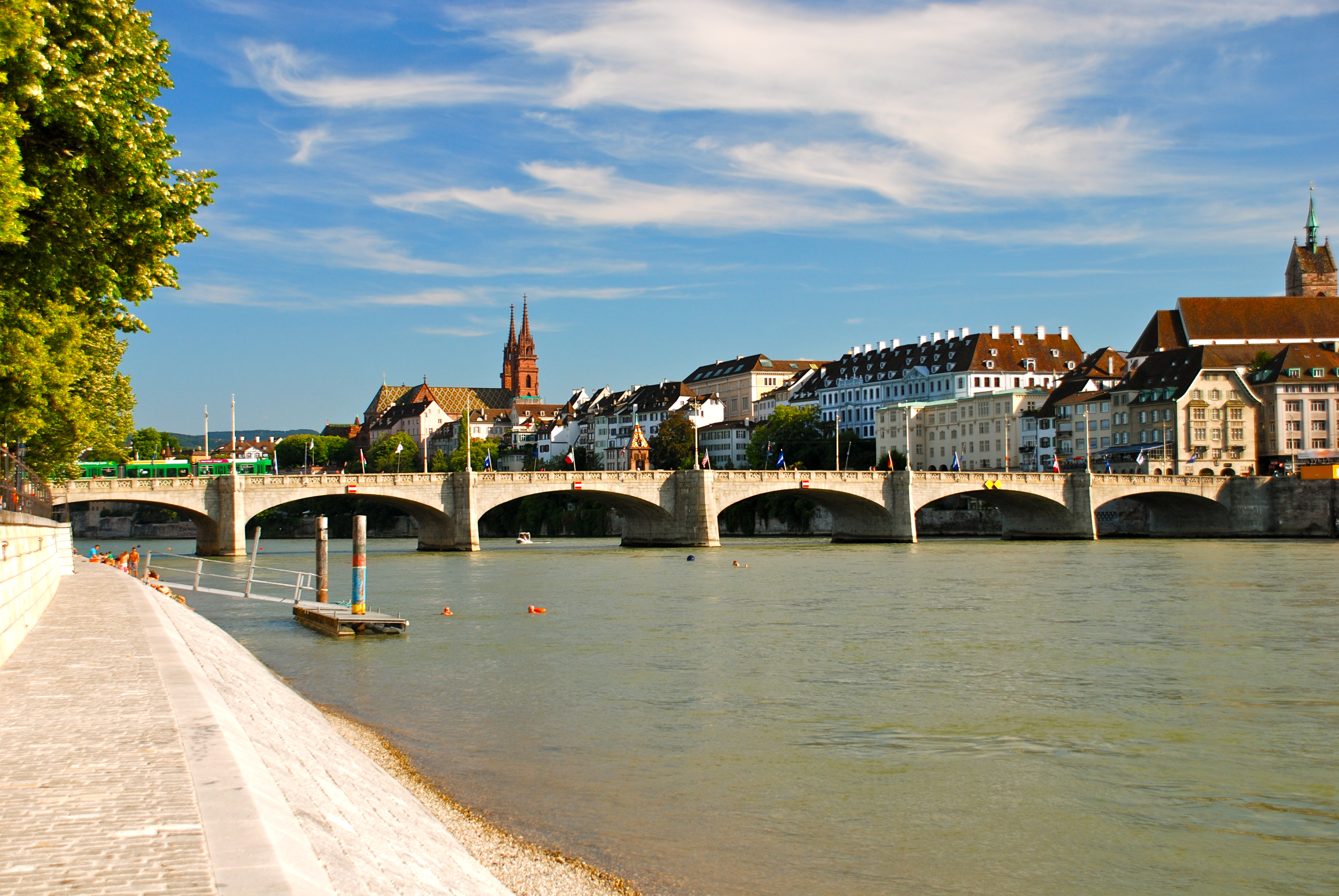
Wzgórze katedralne Bazylei widziane z prawego brzegu Renu

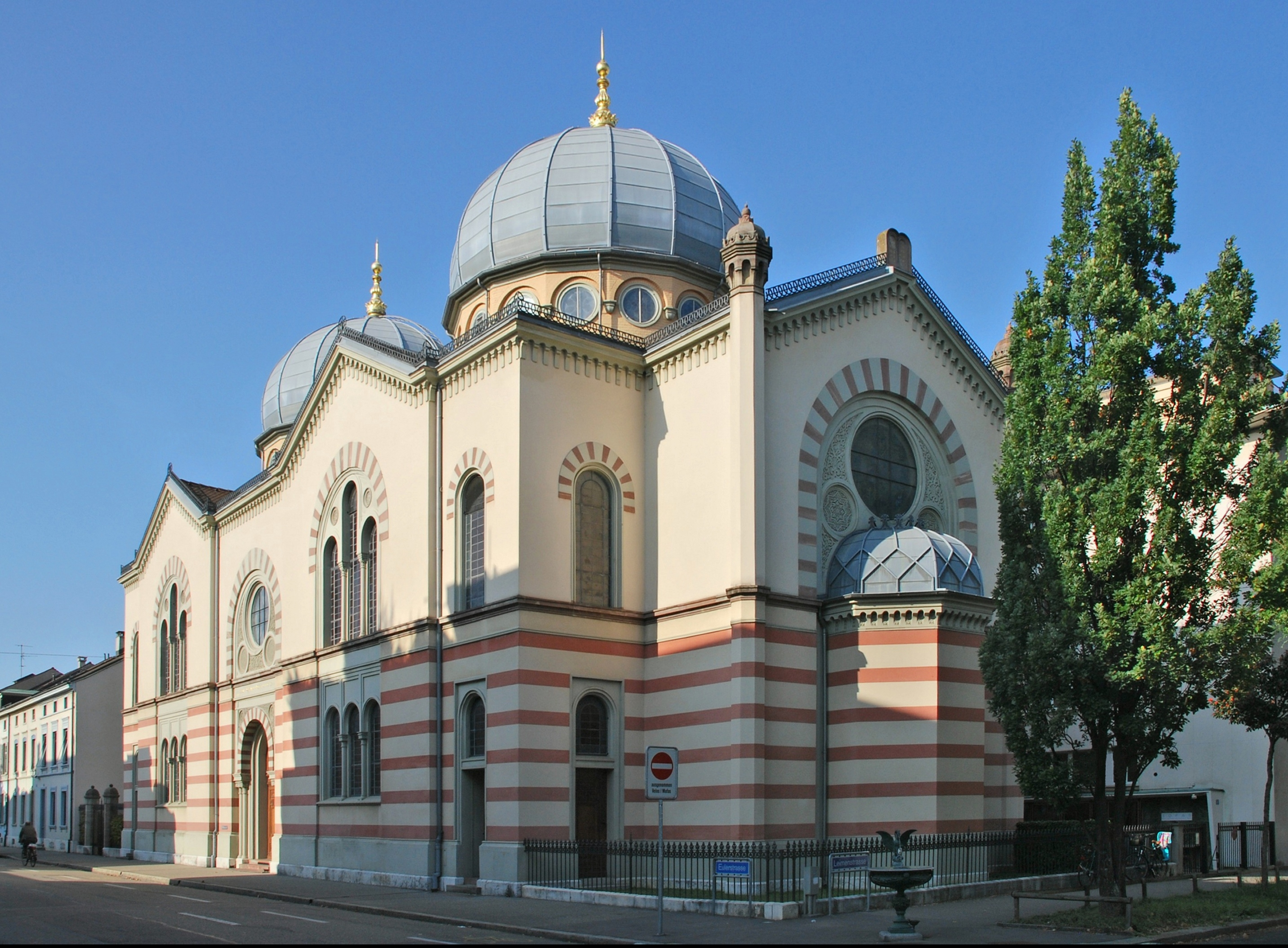
Synagoga

- od 500 r. p.n.e. – celtyckie plemię Rauryków osiedliło się nad kolanem Renu
- 44 – założenie miasta Augusta Raurica (Kaiseraugst) ok. 10 km w górę Renu przez Rzymian, w czasach świetności zamieszkanego przez 20 tys. ludzi[2]. Budowa zamku na Wzgórzu Katedralnym (Münsterhügel)
- 374 – pierwsza udokumentowana wzmianka nazwy miejscowości Basilia
- ok. 450 – upadek Cesarstwa Rzymskiego, Alemanowie osiedlili się w Bazylei pod koniec V w. – Bazylea przypada Frankom
- 740 – Bazylea została siedzibą biskupstwa
- 912 – Bazylea przeszła pod panowanie Burgundii
- 917 – zniszczenie miasta przez Węgrów
- 1000 – Bazylea stała się wolnym miastem
- 1019 – początek budowy katedry przez cesarza Henryka II
- 1032 – Bazylea należała do Świętego Cesarstwa Rzymskiego
- 1080 – budowa pierwszych murów miejskich (dalsza rozbudowa ok. 1230 r. i w XIV w.)
- 1225-1226 – Budowa pierwszego mostu przez Ren przez biskup Henryka z Thun i założenie miasta Mała Bazylea (Klein Basel) dla ochrony mostu
- 1291 – założenie Konfederacji Szwajcarskiej
- 1348 – połowa mieszkańców zginęło podczas epidemii dżumy
- 1356 – bazylejskie trzęsienie ziemi, dotychczas najsilniejsze trzęsienie ziemi w tej części Europy
- 1392 – mieszkańcy Wielkiej Bazylei (Gross Basel) nabyli od biskupa Fryderyka z Blankhenheim(inne języki) Małą Bazyleę (Klein Basel) za sumę 29 800 guldenów
- 1397 – wygnanie Żydów z miasta
- XIV wiek – miasto zrzuciło panowanie biskupa, zachowuje jednak pastorał w herbie jako Baselstab
- 1431-1449 – Sobór w Bazylei (1439 wybór antypapieża Feliksa V)
- ok. 1433 – Początek produkcji papieru w Bazylei
- 1440 – Bazyliszek staje się elementem godła Bazylei
- 1444 – Bitwa pod St. Jakob nad rzeką Birs – Konfederaci (Szwajcarzy) zostali pokonani przez wojska francusko-austriackie
- 1460 – założenie uniwersytetu przez papieża Piusa II, Bazylea posiada w ten sposób najstarszy uniwersytet w Szwajcarii; Wprowadzenie druku; Oprócz humanistów (m.in. Erazma z Rotterdamu) przebywają w Bazylei Paracelsus i Hans Holbein młodszy
- 1471 – Cesarz Fryderyk III nadał miastu przywilej organizowania targów
- Spalentor

Spalentor

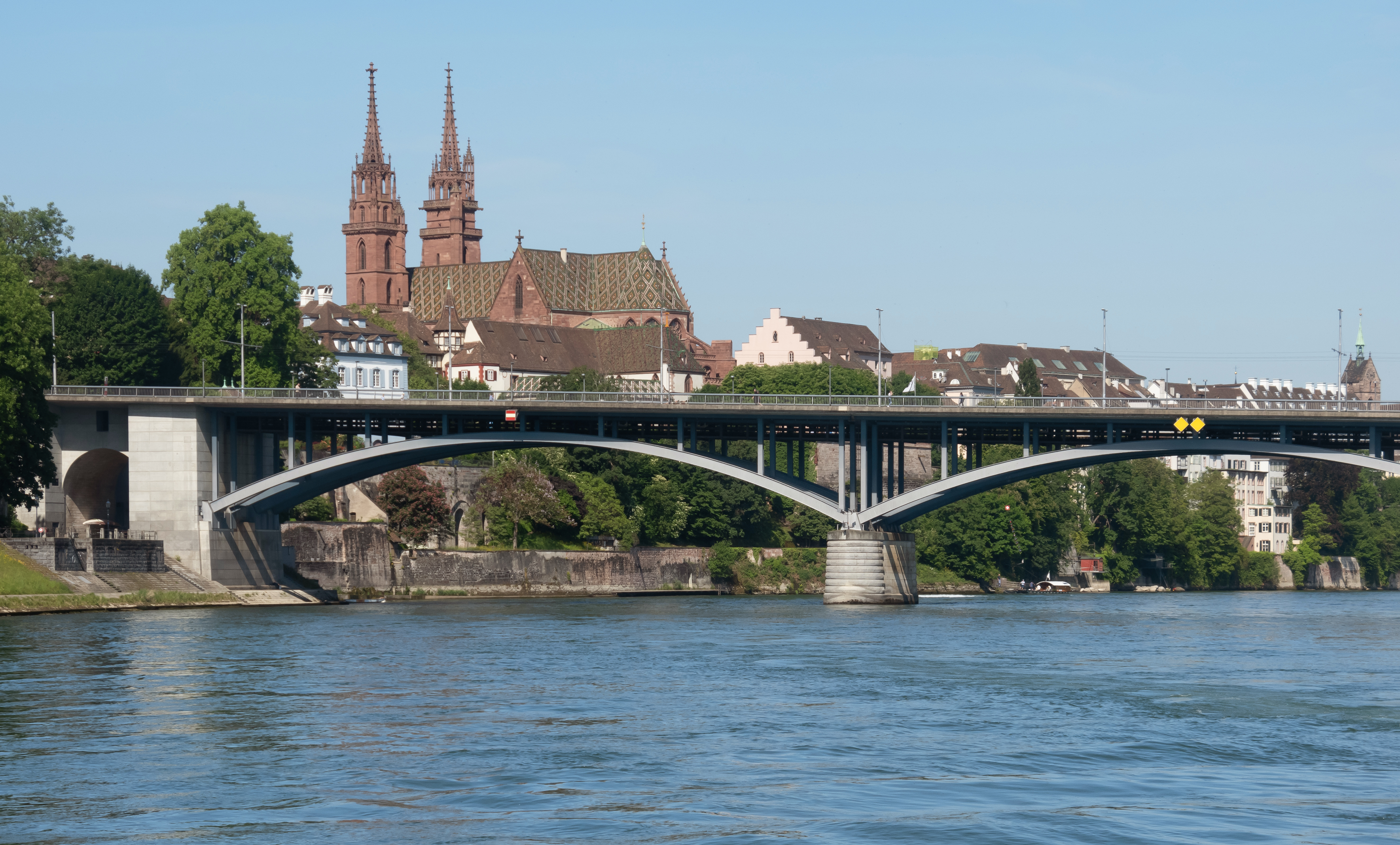
Most Wettsteinbrücke nad Renem

1499 – Wojna Szwabska znana też jako Wojna Szwajcarska; Bazylea odłączyła się od Świętego Cesarstwa Rzymskiego i przyłącza się do Konfederacji Szwajcarskiej
- 1500 – budowa katedry ukończona
- 1501 – 13 lipca Bazylea wraz z okolicznymi ziemiami przystąpiła do Konfederacji Szwajcarskiej tworząc 11. kanton – Bazyleę; budowa ratusza
- 1529 – przystąpienie miasta do reformacji po powstaniu gildii
- 1543 – w Bazylei ukazał się pierwszy podręcznik anatomii De Humanis Corporis Fabrica (O budowie ciała ludzkiego) autorstwa Andreasa Vesaliusa (1514 – 1564)
- 1563-1564 – dżuma, „Grosser Sterbendt” (wielkie konanie; ok. 4000 ofiar wśród 12 000 mieszkańców)
- 1576-1578 – dżuma (ok. 800 ofiar)
- 1582-1583 – dżuma (ok. 1200 ofiar)
- 1589 – założenie gimnazjum, czyli miejskiej szkoły łacińskiej (dziś: Gimnazjum na Placu Katedralnym)
- 1593-1594 – dżuma (ok. 900 ofiar)
- 1609-1611 – wielka epidemia dżumy (ok. 3600 ofiar)
- 1758 – założenie Izby Handlowej Johann Rudolf Geigy
- 1795 – Pokój w Bazylei (5 kwietnia 1795) kończący wojnę pomiędzy Francją i Prusami, oraz drugi Pokój w Bazylei (22 lipca 1795) między Francją a Hiszpanią. Francja zgodziła się na III rozbiór Polski w zamian za kontrolę nad zachodnim brzegiem Renu.
- 1815 – kongres wiedeński uznał wieczną uzbrojoną neutralność Szwajcarii; kanton Jura przeszedł spod posiadania biskupa Bazylei do kantonu Berno
- 1833 – podział kantonu Bazylea po wojnie domowej; gminy wiejskie opierając się dominacji miasta zjednoczyły się tworząc własny półkanton Bazylea-Okręg, a miasto – Bazylea-Miasto
- 1844 – pierwsza linia kolejowa w Szwajcarii powstaje w Bazylei
- 1849 – budowa muzeów przy Augustinergasse
- 1860 – wyburzenie murów miejskich; tylko niektóre z większych bram jak np. Spalentor pozostały
- 1866-1869 – budowa bazylejskiej synagogi
- 1897 – 26 – 29 sierpnia Theodor Herzl zorganizował pierwszy syjonistyczny kongres światowy w Bazylei. Na kongresie wysunięto wniosek „utworzenia publicznej i prawnie chronionej ojczyzny dla narodu żydowskiego na obszarze Palestyny”. W tym celu założono fundusz oraz bank żydowski.
- 1901 – renowacja i rozbudowa ratusza
- 1945 – 4 marca miejscowy dworzec towarowy został omyłkowo zbombardowany przez amerykańskie samoloty
- 1953 – uroczyste otwarcie pierwszego dwunarodowego lotniska świata: Bazylea-Miluza
- 1960 – Bazylea obchodziła jubileusz 2000 lat istnienia
- 1963 – założenie Regio Basiliensis (Regionu Bazylejskiego) dla współpracy ponad granicami
- 1966 – kobiety otrzymały kantonalne prawo głosu
- 1969 – referendum w sprawie połączenia półkantonów Bazylea-Miasto i Bazylea-Okręg zostało odrzucone głosami mieszkańców Bazylei-Okręgu
- 1989 – Układ Bazylejski w sprawie kontroli międzynarodowej gospodarki odpadami ostatecznie podpisany w Bazylei
- 1993 – port lotniczy Bazylea-Miluza stał się trójnarodowym lotniskiem Bazylea-Miluza-Fryburg
- lata 90. XX wieku – koncerny Sandoz i Ciba-Geigy(inne języki) dokonują fuzji tworząc Novartis; również Schweizerischer Bankverein (Związek Banków Szwajcarskich – SBV) i Schweizerischer Bankgesellschaft (Szwajcarska Spółka Bankowa) stworzyły UBS; nastała era biotechnologii
- 2001 – Bazylea-Miasto i Bazylea-Okręg świętowały 500 lat przynależności do Konfederacji Szwajcarskiej
- 2004 – rządy w Bazylei obejmuje koalicja czerwono-zielona. Po raz pierwszy od 1950 roku doszła do rządów lewica.

## Gospodarka
W Bazylei mają siedzibę następujące znaczące firmy:
- Novartis AG (dawniej Ciba-Geigy(inne języki) AG i Sandoz AG)

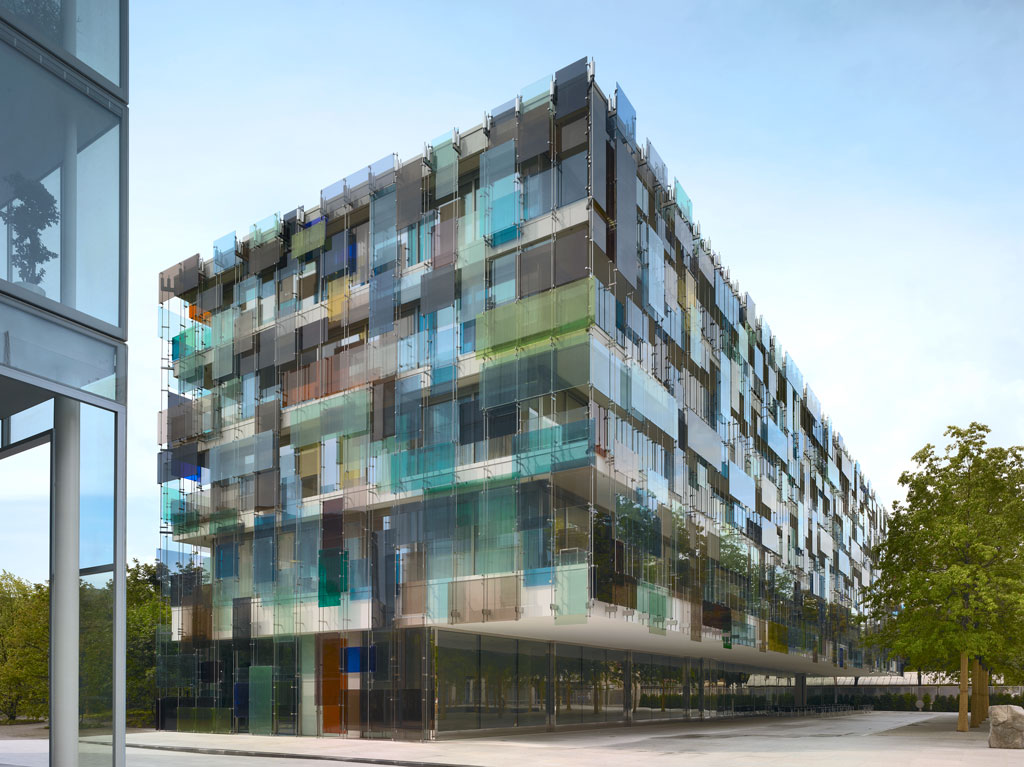
Novartis Campus

- Roche Holding AG (F. Hoffmann-La Roche & Co. AG)
- UBS AG, największy bank szwajcarski
- Swiss International Air Lines (dawniej Crossair)
- Targi szwajcarskie MCH Group(inne języki), ze znanymi na całym świecie targami sztuki Art Basel(inne języki) i Baselworld (zegarki i biżuteria)
- Niemiecki koncern Bayer umieścił w Bazylei swoją centralę europejską leków dostępnych bez recepty (OTC), po przejęciu Roche-Consumer Health (RCH) w roku 2005.*

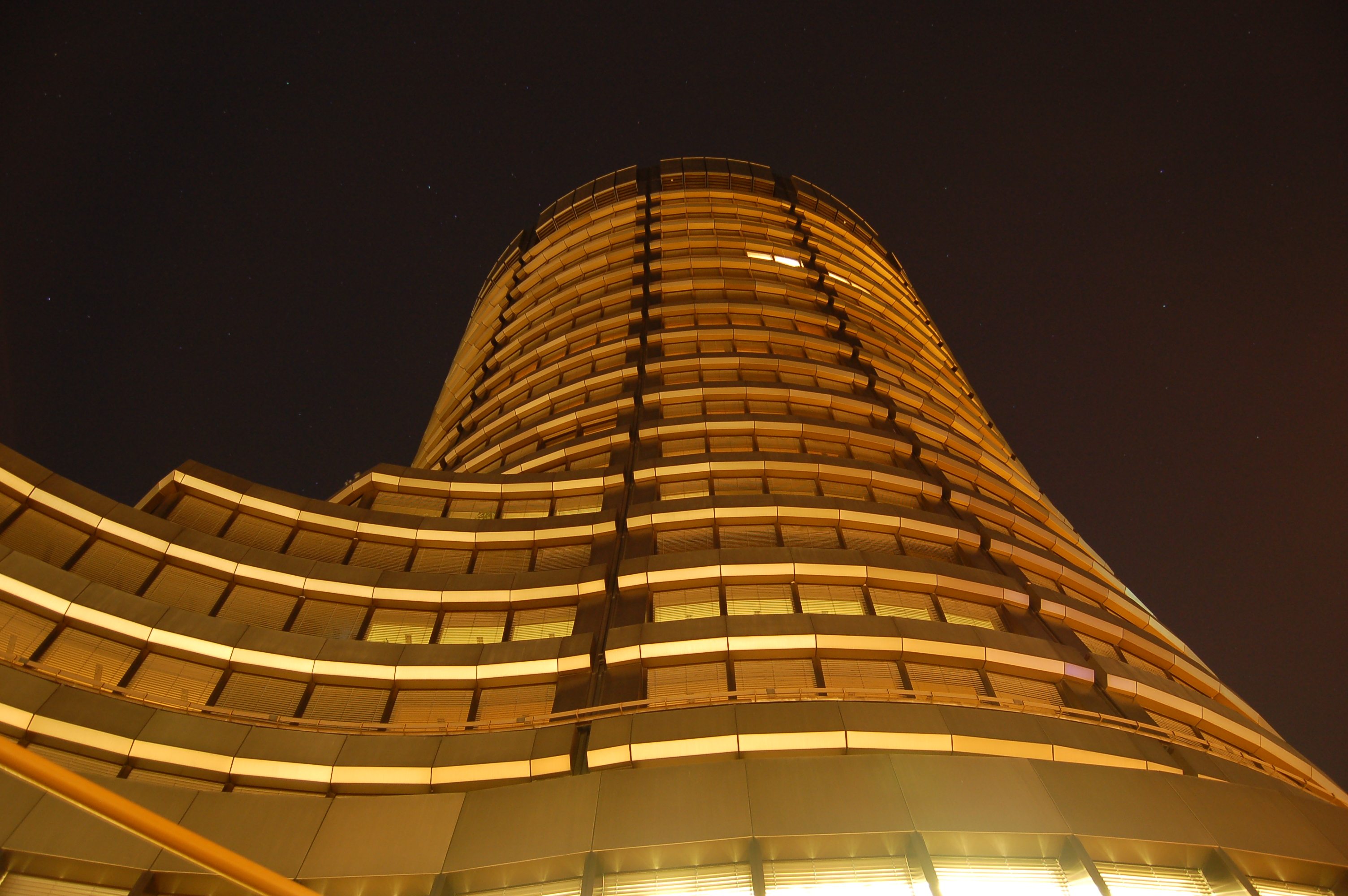
Budynek Banku Rozrachunków Międzynarodowych w Bazylei

- Syngenta(inne języki) – największy na świecie producent środków ochrony roślin

Bazylea dzięki swojemu centralnemu położeniu w Europie Zachodniej jest ważnym ośrodkiem handlowym. Przestrzeń mieszkalna i ekonomiczna styku trzech państw (Dreiländereck) obejmuje ponad 2,3 mln mieszkańców i ponad 1 mln osób czynnych zawodowo (stan z 2001 r.).
Bazylea jest siedzibą wielu firm chemicznych. Razem z fabrykami w sąsiednim Schweizerhalle wytwarza 20% szwajcarskiego eksportu i 1/3 produktu narodowego. Oprócz chemii znajdują się tu ośrodki przemysłu maszynowego, metalowego, tekstylnego i spożywczego. Wielowiekowa tradycja druku i produkcji papieru doprowadziła do tego, że wiele wydawnictw mieści się w Bazylei.
Od 1917 r. rozwijają się Targi Szwajcarskie (Schweizer Mustermesse), niegdyś jako przegląd osiągnięć narodowych, dziś o znaczeniu ogólnoeuropejskim. Na terenach targowych odbywa się każdego roku wiele targów branżowych i kongresów, m.in. Art Basel – najważniejsze na świecie targi sztuki współczesnej oraz Baselworld, największe na świecie targi zegarków i biżuterii.
Również tradycyjnie ugruntowana jest silna pozycja Bazylei jako centrum kapitałowego i bankowego. Od późnego średniowiecza Bazylea była znaczącym ośrodkiem bankowym. Oprócz licznych banków i ubezpieczalni ma tu siedzibę Bank Rozrachunków Międzynarodowych (BIS), a siedzibę filii – Szwajcarski Bank Narodowy.
W Bazylei (w siedzibie BIS) swoje posiedzenia organizuje także Bazylejski Komitet Nadzoru Bankowego, który opracował zespół najlepszych praktyk rynkowych w zakresie zarządzania ryzykiem finansowym w sektorze bankowym, bezpieczeństwa oraz poziomu kapitałów koniecznego do utrzymywania przez banki, zwanych Nową Umową Kapitałową.
Zobacz też: Basel II, Basel I.

## Transport

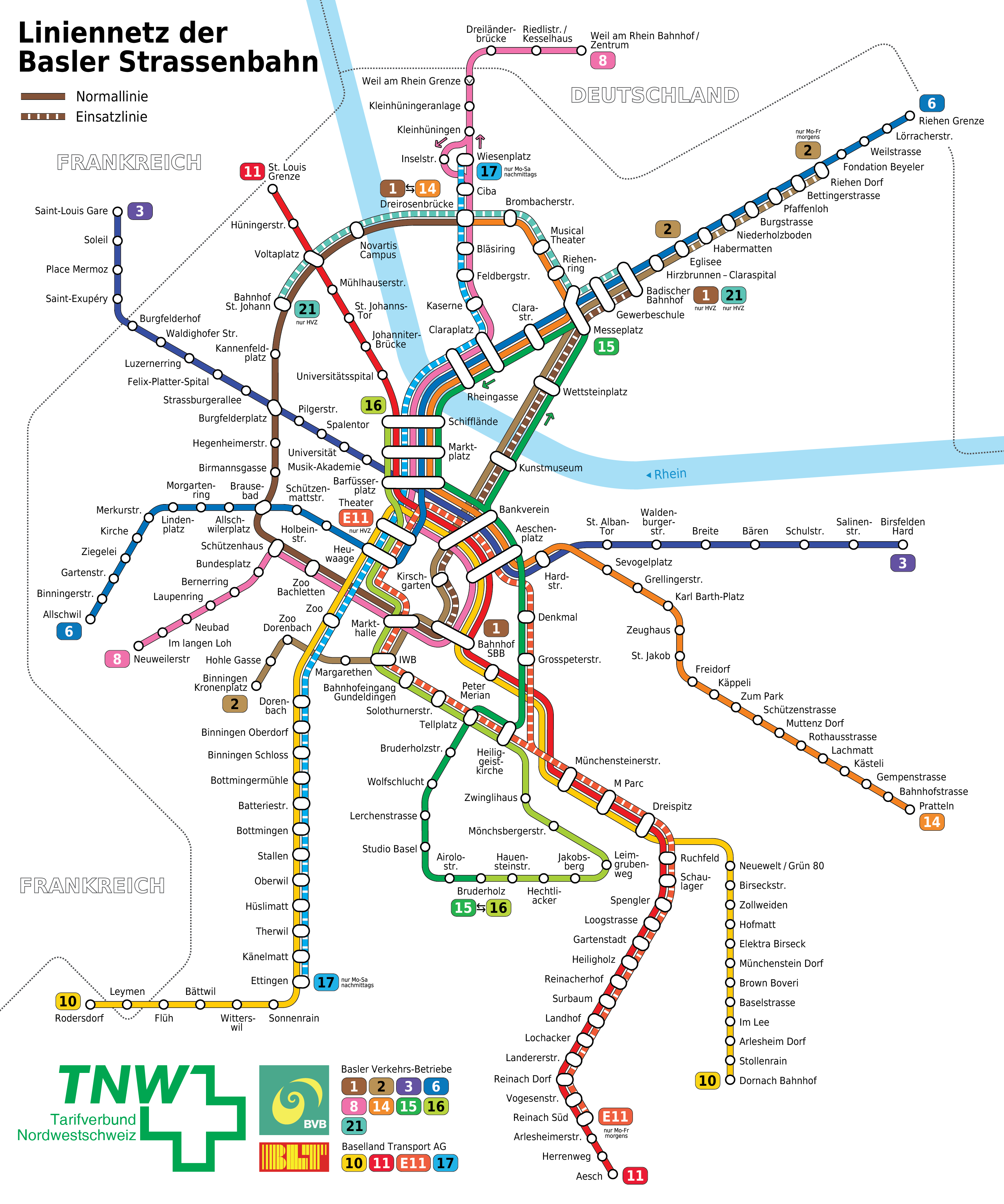

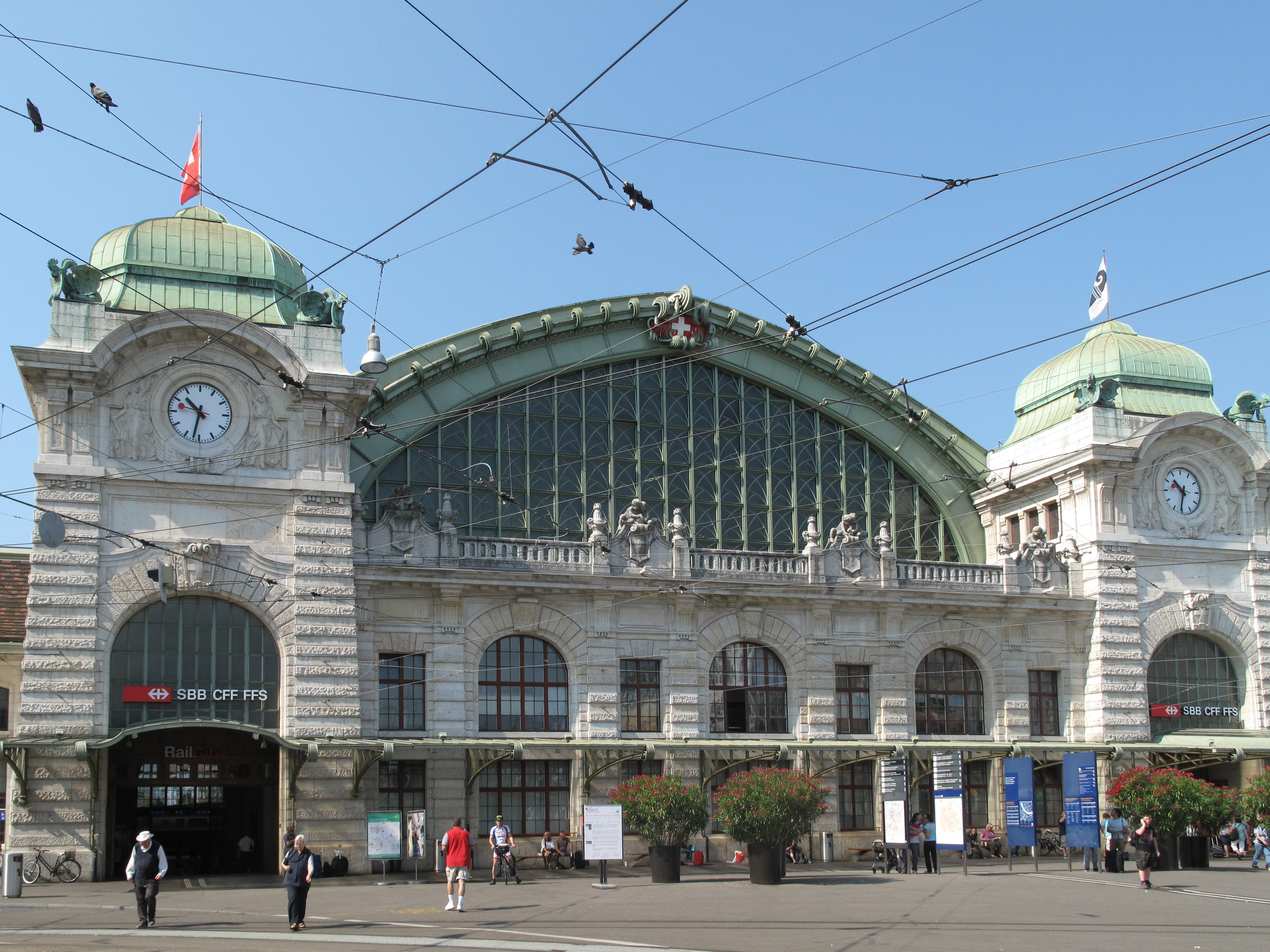
Bazylea, dworzec

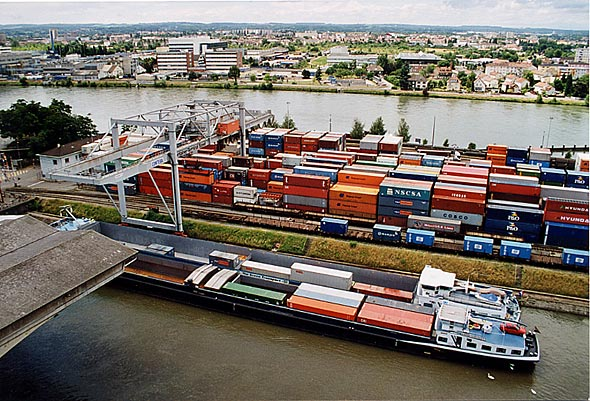
Port bazylejski nad Renem

### Transport drogowy
Przez Bazyleę przebiega szlak łączący Włochy i Niemcy. Na północ od miasta biegną równolegle bezpłatne autostrady: francuska do Strasburga i niemiecka w kierunku Fryburga Bryzgowijskiego i Frankfurtu nad Menem. Na południe biegnie szybko kończąca się autostrada w kierunku Delémont, a na wschód autostrada w kierunku Zurychu, od której koło Kaiseraugst oddziela się autostrada w kierunku Berna i Lucerny. Oprócz tego z miasta prowadzą liczne drogi w głąb Szwajcarii, Niemiec i Francji.

### Transport miejski
Bazylea należy do obszaru Unii Taryfowej Północno-Zachodniej Szwajcarii (Tarifverbund Nordwestschweiz), która w ruchu podmiejskim obejmuje także Bazylejski Zakład Komunikacji (Basler Verkehrsbetriebe = BVB) i Transport Bazylei-okręgu (Baselland Transport = BLT). W latach 2005–2007 toczyła się debata na temat likwidacji trolejbusów; ostatecznie w referendum w czerwcu 2007 mieszkańcy nieznaczną większością głosów poparli projekt BVB zastąpienia ich przez autobusy napędzane gazem ziemnym.
Komunikacja podmiejska w regionie Bazylei jest dobrze zorganizowana, tramwaje kursują w odstępach od 5 do 10 minut.

### Transport kolejowy
Na terenie miasta znajdują się trzy dalekobieżne dworce kolejowe. Dworzec główny Basel SBB (centralny) z linami krajowymi do Zurychu, Berna, Lucerny i Delémont oraz liniami międzynarodowymi (Niemcy, Włochy). Do tego samego zespołu budynków należy też dworzec francuski Basel SNCF (alzacki) z liniami do Miluzy, Paryża, Brukseli. Dworzec badeński (Basel Bad Bf) znajduje się na drugim końcu miasta (w Małej Bazylei) i obsługiwany jest przez Koleje niemieckie (Deutsche Bahn). Tu zatrzymują się wszelkie pociągi z i do Niemiec, tutaj zaczyna się też odcinek kolei nad górnym Renem w kierunku Waldshut i linia w dolinie rzeki Wiese do Zell im Wiesental obsługiwana tymczasowo przez SBB.
Ponadto istnieją dwa przystanki podmiejskie: St. Johann (na linii Basel SNCF – St. Louis) i St. Jakob (na linii Basel SBB – Muttenz). Na tym ostatnim pociągi zatrzymują się tylko podczas imprez kulturalnych i sportowych na stadionie St. Jakob-Park.

### Transport lotniczy
Lotnisko międzynarodowe Bazylea-Miluza-Fryburg znajduje się we Francji, na północny zachód od miasta; z Bazylei prowadzi tam droga eksterytorialna.

## Oświata
Bazylea jest miastem akademickim ze szczególnym wpływem humanistów. Oto najważniejsze oferty studiów wyższych:
- Uniwersytet Bazylejski z 8720 studentami studiów magisterskich i doktoranckich (rok akademicki 2003/04) na różnych wydziałach (prawa, medycyny, nauk humanistycznych, nauk ekonomicznych, nauk przyrodniczych, psychologii). Szeroko znane jest m.in. Biocentrum Uniwersytetu Bazylejskiego.
- Pädagogische Hochschule der Fachhochschule Nordwestschweiz(inne języki)
- Musik-Akademie der Stadt Basel(inne języki)
- Staatsunabhängige Theologische Hochschule Basel(inne języki)

22 marca 1989 została przygotowana w tym mieście konwencja bazylejska ratyfikowana do 2010 roku przez 170 państw (w tym Polskę; 10 stycznia 1992 roku).

## Kultura i sztuka
Za szczególne zasługi w ochronie wyglądu miasta Bazylea otrzymała w roku 1996 nagrodę Wakkera (Wakkerpreis) od Szwajcarskiej Organizacji Ochrony Ojczyzny.

### Archeologia
Wykopaliska Archeologiczne (Archäologische Bodenforschung) są instytucją kantonalną. Wspierają zabezpieczanie i opiekę nad dziedzictwem archeologicznym kantonu Bazylea-Miasto. Ziemia jest archiwum, w którym zachowały się świadectwa działalności ludzkiej od czasów prehistorycznych do czasów współczesnych. To dziedzictwo kulturowe warte jest ocalenia. Wykopaliska archeologiczne są prowadzone starannie, długotrwale i zgodnie z wiedzą naukową. Regularnie podają do publicznej wiadomości wyniki swoich badań na temat historii miasta i kantonu.

### Architektura

Wieże katedry bazylejskiej

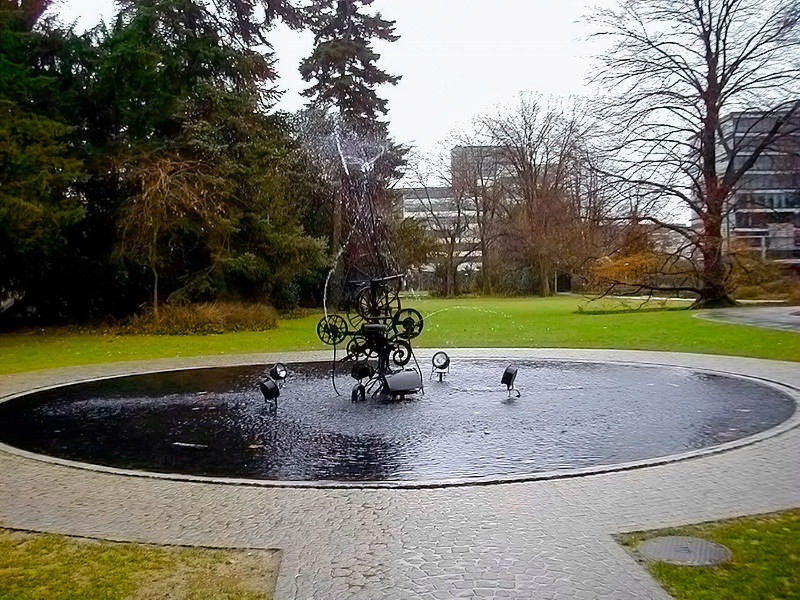
Fontanny Tinguely’ego przed muzeum w Bazylei

Na Wzgórzu Klasztornym (Münsterberg) wznosi się katedra konsekrowana w 1019 r., wzniesiona z rozkazu cesarza Henryka II i cesarzowej Kunegundy. Katedra stanowi zabytek sztuki romańskiej i gotyckiej z czerwonego piaskowca.
Bazylea ukrywa wiele perełek architektonicznych. Do przykładów wczesnego modernizmu zaprojektowanych przez Karla Mosera (betonowy kościół ok. 1920), Hansa Bernoulliego, Hannesa Meyera i Hansa Schmida, w latach 80. i 90. XX w. doszły budynki biur bazylejskich Herzog & de Meuron, Diener und Diener oraz Morger Degelo. W Bazylei budowali także architekci o międzynarodowej sławie jak Renzo Piano i Donald Judd.
Wysoka na 105 m i licząca 31 pięter wieża targowa jest drugim co do wysokości budynkiem Szwajcarii (ustępuje jedynie Prime Tower w Zurychu, która ma 126 metrów). Została zaprojektowana przez zespół architektów Morger & Degelo i wzniesiona między lipcem 2001 a październikiem 2003. Powierzchnia najmu wynosi 24600 m² (zabudowy 1230 m²), a waga całkowita ok. 50 000 ton. Najwyższą budowlą Szwajcarii jest wysoka na 250 m wieża TV St. Chrischona koło Bazylei.

### Muzea
Bazylea uchodzi za jedno z ważniejszych, jeśli chodzi o muzea, miast europejskich. Wśród ponad 30 muzeów miasta, Muzeum Sztuki w Bazylei wysuwa się na czoło jako najstarszy państwowy zbiór sztuki na świecie. Muzeum to wyróżnia się szczególnie zbiorami sztuki renesansowej oraz z XIX i XX w. Prace od roku ok. 1960 wystawiane są w Muzeum Sztuki Współczesnej. Dalszymi znaczącymi zbiorami sztuki cieszą się m.in. Muzeum Jeana Tinguely’ego i prywatna Fundacja Beyeler, która w domu zaprojektowanym przez Renzo Piano mieści obrazy i rzeźby głównie modernistyczne. Schlagauer otwarte w 2003 r. łączy w sobie koncepcje publicznego muzeum, konserwatorium i instytutu badań nad sztuką.

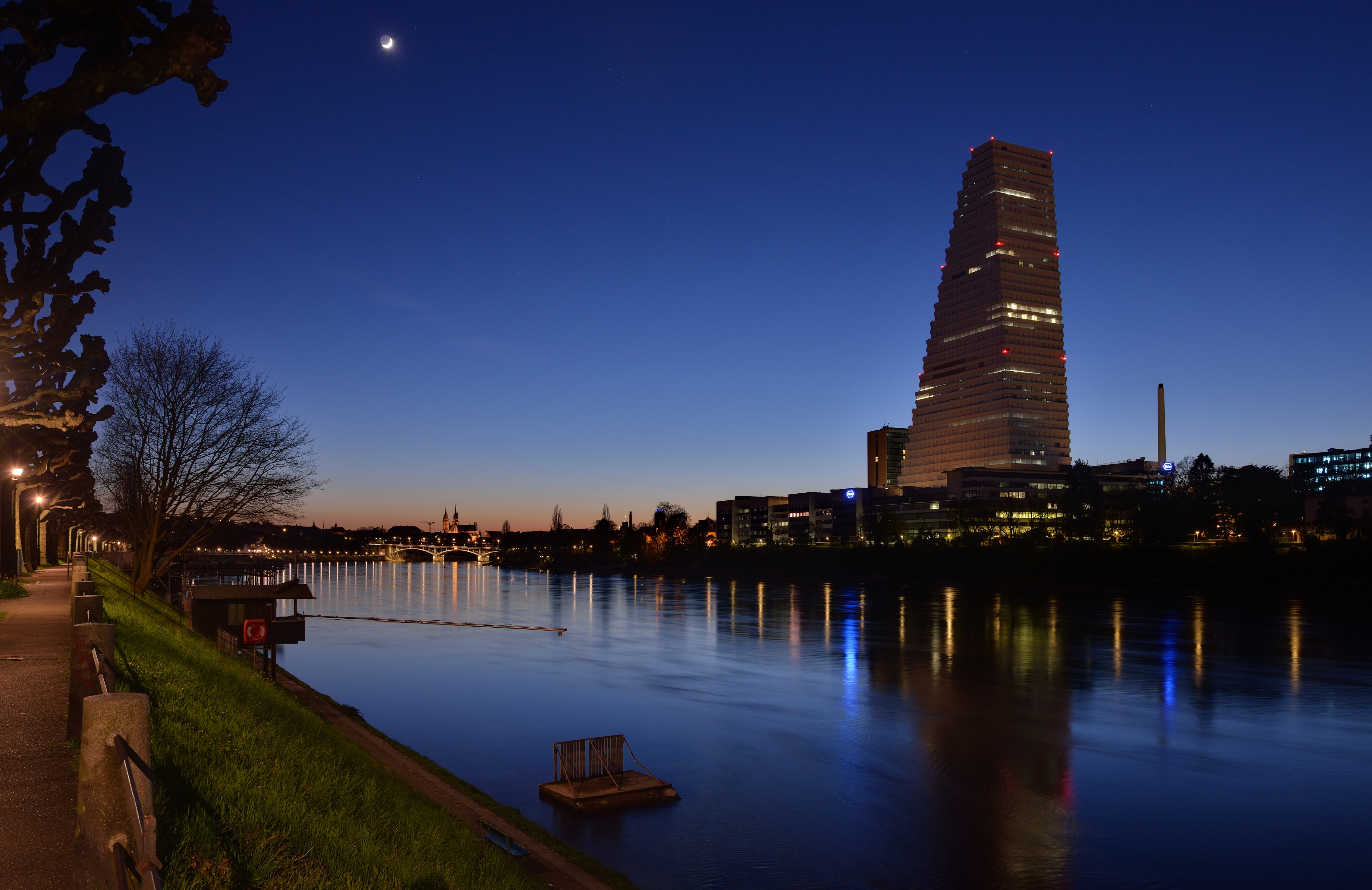
Wieża Roche

Warte zobaczenia są także inne muzea, jak np. Muzeum Starożytności, Muzeum Architektury, Muzeum Historii Przyrody (Naturhistorische Museum) czy Muzeum Sztuki Ludowej. Oprócz tego istnieje mnóstwo mniejszych zbiorów i muzeów, jak np. kolekcja anatomiczna uniwersytetu, którą można oglądać w Muzeum Anatomii, Muzeum Historii Farmacji, Muzeum Żydowskie (Kornhausgasse) czy Muzeum Zabawek i Muzeum Lalek przy Barfüsserplatz. Po niemieckiej stronie w Weil am Rhein nieopodal granicy znajduje się ponadto zaprojektowane przez Franka O. Gehry’ego Muzeum Vitra Design. Podpowiedź dla zwiedzających: bezpłatny wstęp oferują muzea państwowe w pierwszą niedzielę miesiąca.
Po Bazylei porozrzucanych jest wiele mniejszych i większych kin, najwięcej wzdłuż śródmiejskiej ulicy Steinenvorstadt. Wiele filmów (tak jak w innych dużych szwajcarskich miastach) wyświetlanych jest z oryginalną ścieżką dźwiękową z podpisami po niemiecku i zazwyczaj też po francusku.

### Muzyka
Bazylea obfituje w wydarzenia i organizacje muzyczne jak prawie żadne inne miasto w Szwajcarii. Paul Sacher założył już w latach 30. XX w. Schola Cantorum Basiliensis, które stało się centrum badań i kultywacji muzyki dawnej. Oferta koncertów jest bogata, stoi na wysokim poziomie a obejmuje muzykę klasyczną i współczesną. Teatr Muzyczny Bazylei (Musical Theater Basel) przy targach wystawia regularnie przedstawienia i należy do najnowocześniejszych scen Europy.
Orkiestra Symfoniczna Bazylei (Sinfonieorchester Basel) należy do najbardziej renomowanych w Europie. Także wiele chórów przyczynia się do rozwoju kultury muzycznej w Bazylei. Znane są przede wszystkim Bazylejski Związek Śpiewu (Basler Gesangverein) oraz Bazylejski Chór Chłopięcy (Knabenkantorei Basel) o światowej sławie, które biorą udział w odbywającym się co trzy lata Europejskim Festiwalu Chórów Młodzieżowych (EJCF). Scena teatralna z powodu swoich nieraz ekscentrycznych inscenizacji skupia uwagę krytyków. Choć tutejsze sceny jak Schauspielhaus i Teatr Bazylejski (Theater Basel) nie cieszą się światowym rozgłosem jak ich konkurenci z Zurychu, to jednak są warte odwiedzin. Lubiane przez bazylejską publiczność są zwłaszcza inscenizacje klasycznych oper jak Makbet, Czarodziejski flet i La Traviata. Głośna opera Carmina Burana została przez Waltera Haupta wystawiona także w Bazylei. Dla uświetnienia obchodów roku jubileuszowego 2001, 11 stycznia tegoż roku wykonano w Bazylei ósmą symfonię Gustava Mahlera w oryginalnej obsadzie (800 śpiewaków, 200 instrumentalistów).
Niektórzy znani na bazylejskiej scenie muzycznej grupy zyskują międzynarodowy rozgłos, jak np. Lovebugs, Cloudride czy The Glue. Odbywający od 2001 r. coroczny festiwal Imagine stał się stałym elementem regionalnej sceny muzycznej.
W maju 2025 roku miasto było gospodarzem 69. Konkursu Piosenki Eurowizji.

### Karnawał

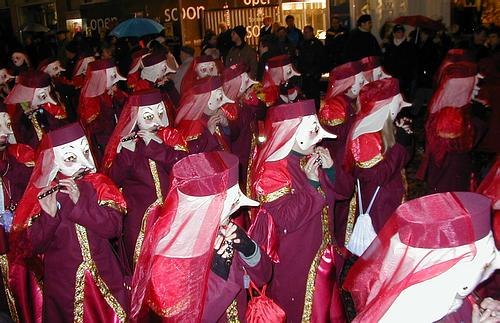
karnawał w Bazylei

Bazylea jest znana szeroko poza swoimi granicami ze swojego karnawału. Początkiem i zarazem punktem kulminacyjnym bazylejskiego karnawału jest pochód Morgenstraich (poranna psota), który rozpoczyna się w nocy z niedzieli na poniedziałek po środzie popielcowej o godzinie 4 rano. Podczas pochodu zamaskowane postacie maszerują i wygrywają melodie marszowe na bębnach i piszczałkach, a na przedzie każdej kliki ciągnięte lub niesione są podświetlane platformy przedstawiające najczęściej wydarzenia ostatniego roku i gorące tematy. Nadzwyczaj ważne podczas Morgenstraich są rozświetlone lampiony, które tworzą niezwykłą atmosferę, zatem w całym mieście podczas tego wydarzenia nie świecą się żadne inne światła. Robienie zdjęć z fleszem jest również niewskazane. Do karnawału należą także kabaretowe kuplety (Schnitzelbänke) w dialekcie bazylejskim. Tradycyjnymi daniami karnawałowymi są zupa mączna i placek cebulowy. Karnawał kończy się po 72 godzinach w czwartek o 4 rano.

### Media
W mieście nadaje telewizja lokalna Telebasel.

## Sport
- Tu odbyła się V gimnazjada w 1969
- W Bazylei odbywa się turniej tenisowy Davidoff Swiss Indoors Basel
- Ski-Club Basel (Bazylejski Klub Narciarski) jest najstarszym klubem narciarskim Szwajcarii
- W Bazylei założono UEFA
- W Bazylei od 1989 odbywa się międzynarodowy klubowy turniej kobiecej piłki siatkowej TOP VOLLEY INTERNATIONAL
- Na bazylejskim stadionie St.Jakob-Park.odbyły się mecze Mistrzostwa Europy w piłce nożnej 2008 (3 fazy grupowej, 2 ćwierćfinały,1 półfinał)
- FC Basel: mistrz Szwajcarii w piłce nożnej w roku 2004
- Sportowcami z Bazylei są lub byli:
  - bracia Murat i Hakan Yakin, piłkarze
  - Marco Streller, piłkarz
  - Alexander Frei, piłkarz
  - Karl Odermatt, były piłkarz
  - Ottmar Hitzfeld, trener piłkarski i dawny piłkarz (wychowany w Bazylei, nie urodzony)
  - Emil Handschin(inne języki), były hokeista
  - Roger Federer, tenisista
  - Patty Schnyder, tenisistka
  - Gianna Hablützel, szermierka

## Miasta partnerskie
- Miami Beach (2011)[6]
- Szanghaj (2007)[6]